# 1736 az irodalomban

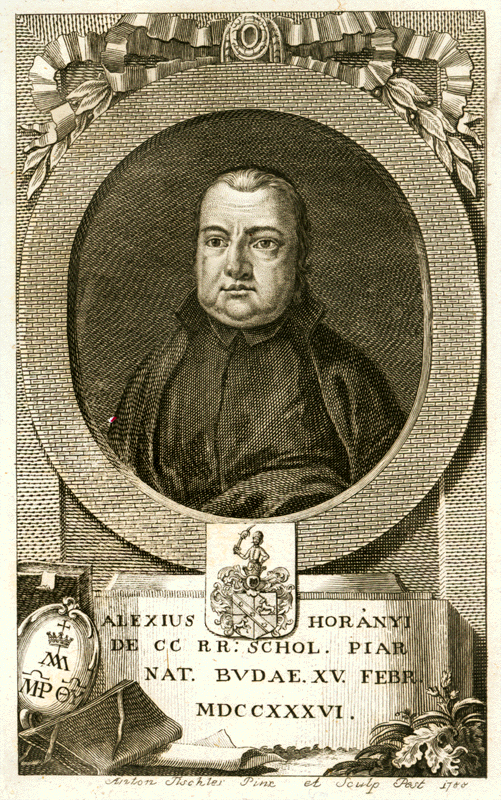
Horányi Elek

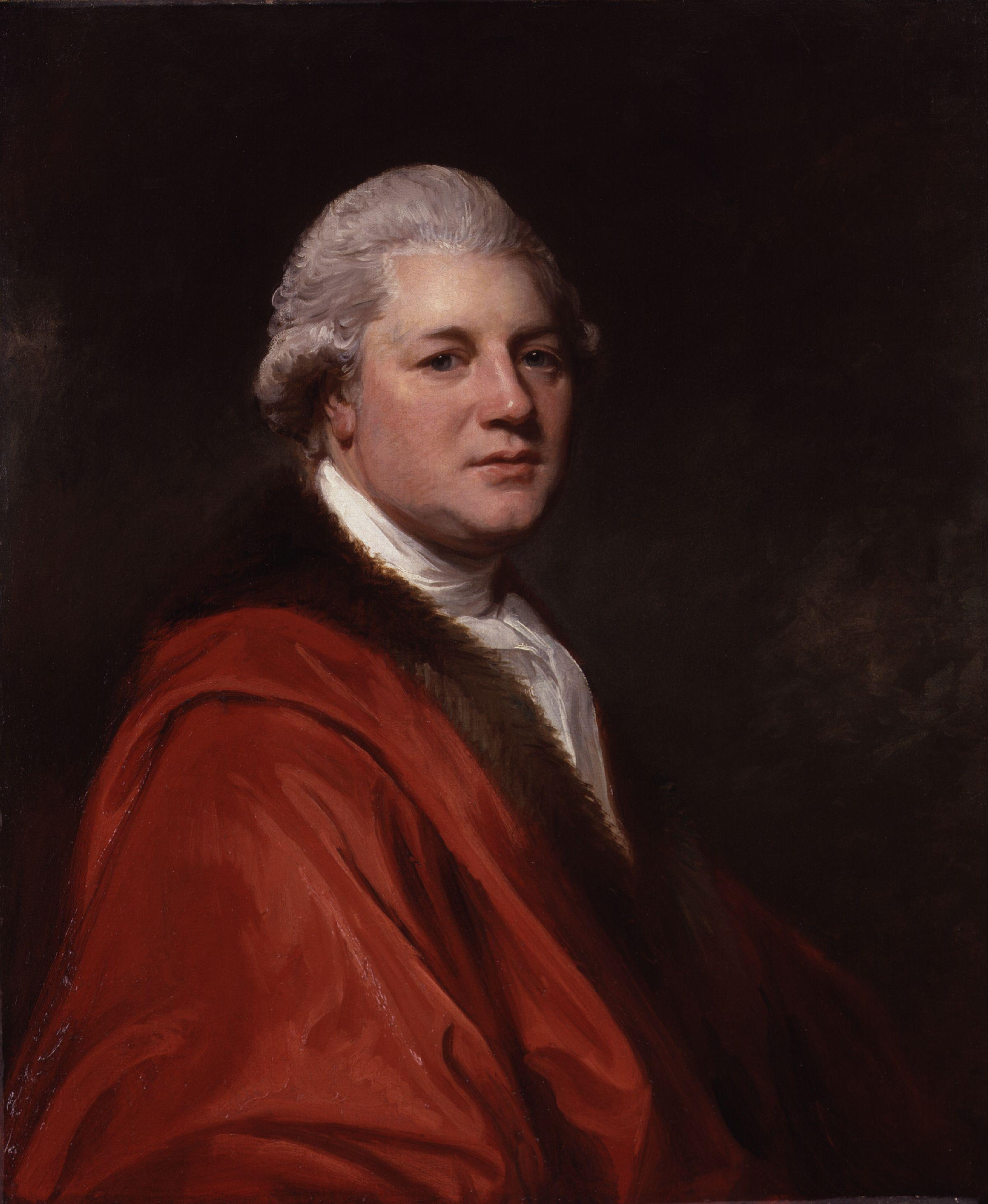
James Macpherson

Az 1736. év az irodalomban.

## Új művek
- Apor Péter elkészíti fő művét: Metamorphosis Transylvaniae, azaz: Erdélynek régi együgyű alázatos ideiben való gazdagságából ez mostani kevély, czifra felfordúlt állapotjában koldússágra való változása. A szerző életében nem jelent meg.
- Pierre Marivaux vígjátékának bemutatója: Le Legs (A hagyaték).

## Születések
- február 15. – Horányi Elek irodalomtörténész, tudománytörténész, piarista áldozópap, a magyar írók lexikonának (Memoria Hungarorum…) összeállítója († 1809)
- március – Rudolf Erich Raspe német író, történész; elsőként írta meg (vagy állította össze) Münchhausen báró csodálatos kalandjait († 1794)
- október 27. – James Macpherson skót költő, az Osszián-énekek szerzője († 1796)